# Ostrowo (Słupca)
Pour les articles homonymes, voir Ostrowo.
Ostrowo (prononciation : [ɔsˈtrɔvɔ]) est un village polonais de la gmina de Powidz dans le powiat de Słupca de la voïvodie de Grande-Pologne dans le centre-ouest de la Pologne.
Il se situe à environ 4 kilomètres au nord-est de Powidz (siège de la gmina), à 18 kilomètres au nord de Słupca (siège du powiat) et à 72 kilomètres à l'est de Poznań (capitale régionale).
Le village possède une population de 140 habitants.

## Histoire
De 1975 à 1998, le village faisait partie du territoire de la voïvodie de Konin.

Depuis 1999, Ostrowo est situé dans la voïvodie de Grande-Pologne.